# Vrhovska vas
Vrhovska vas este o localitate din comuna Brežice, Slovenia, cu o populație de 48 de locuitori.